# Louise Heymann
Louise Heymann (Amsterdam, 8 mei 1861 – Amsterdam, 10 maart 1942) was een Nederlands sopraan.
Zij is dochter van Isaac Heymann, een voorzanger van Pruisische komaf en Rebecca Göttinger. Het gezin vestigde zich in 1856 in Amsterdam. Zus Sophie Heymann was een eveneens bekende zangeres; broer Carl Heymann en zus Johanna Heymann bekende pianisten, zus Sara Heymann (1867-1933) was opgeleid tot concertpianiste maar gaf de voorkeur aan het lesgeven. Louise Heymann trouwde met bankier Julius Göttinger, hun dochter Emilie/Emmy Baumann-Göttinger (Berlijn, 1897-Auschwitz, 1944) werd zangeres en zanglerares.
Ze kreeg haar muziekopleiding eerst van haar vader en voorts in Parijs (bij Mathilde Marchesi) en Berlijn. Nog voordat ze naar Berlijn vertrok stond ze al op het podium van de concertzaal van Odeon. Ze zong met diverse operasgezelschappen in Rome, Milaan en Berlijn en maakte deel uit van zowel de Franse Opera als uiteindelijk de Nederlandse Opera van Cornelis van der Linden. Na haar huwelijk met bankier Göttinger, vestigde ze zich in Berlijn, alwaar ze les gaf aan het Stern'sches Konservatorium. Af en toe verzorgde ze nog een gastoptreden. In haar jonge jaren trad ze als zangeres veel op samen met haar zuster Johanna Heymann achter de piano.  
Ze vestigde zich weer in Nederland en overleed aan de Plantage Muidergracht 17.
Haar stem is vastgelegd in enkele opnamen uit circa 1901.